# Det Historiske Hus
Det Historiske Hus er en privat virksomhed i Odense, som beskæftiger sig med moderne historieformidling i bøger, magasiner, dvd-udgivelser, tv-produktion m.v.
Sammen med forlaget Lindhardt og Ringhof har Det Historiske Hus udviklet romanserien Slægten, der fortæller Danmarks historie fra omkring år 1000 og frem til Slaget ved Dybbøl, med skiftende personer fra den fiktive Daneslægt som hovedperson. Serien er skrevet af en lang række forskellige forfattere heriblandt Maria Helleberg, Kåre Johannessen og Susanne Clod Pedersen.